# Annulares annulatus
Annulares annulatus är en insektsart som först beskrevs av Hermann Stitz 1912.  Annulares annulatus ingår i släktet Annulares och familjen myrlejonsländor. Inga underarter finns listade i Catalogue of Life.